# Lorna Dyer
Lorna Dyer (Seattle, 3 luglio 1945) è un'ex danzatrice su ghiaccio statunitense. Insieme a John Carrell ha vinto un argento (1967) e due bronzi (1965 e 1966) ai Campionati mondiali e due ori (1967 e 1967) ai North American Championships.

## Palmarès
(con King Cole)
| Evento                  | 1962 |
| ----------------------- | ---- |
| Campionati statunitensi | 3°   |

(con John Carrell)
| Evento                       | 1963 | 1964 | 1965 | 1966 | 1967 |
| ---------------------------- | ---- | ---- | ---- | ---- | ---- |
| Campionati mondiali          | 8°   | 5°   | 3°   | 3°   | 2°   |
| North American Championships |      |      | 1°   |      | 1°   |
| Campionati statunitensi      | 3°   | 3°   | 2°   | 2°   | 1°   |